# St. Johannes Nepomuk (Waldeck)

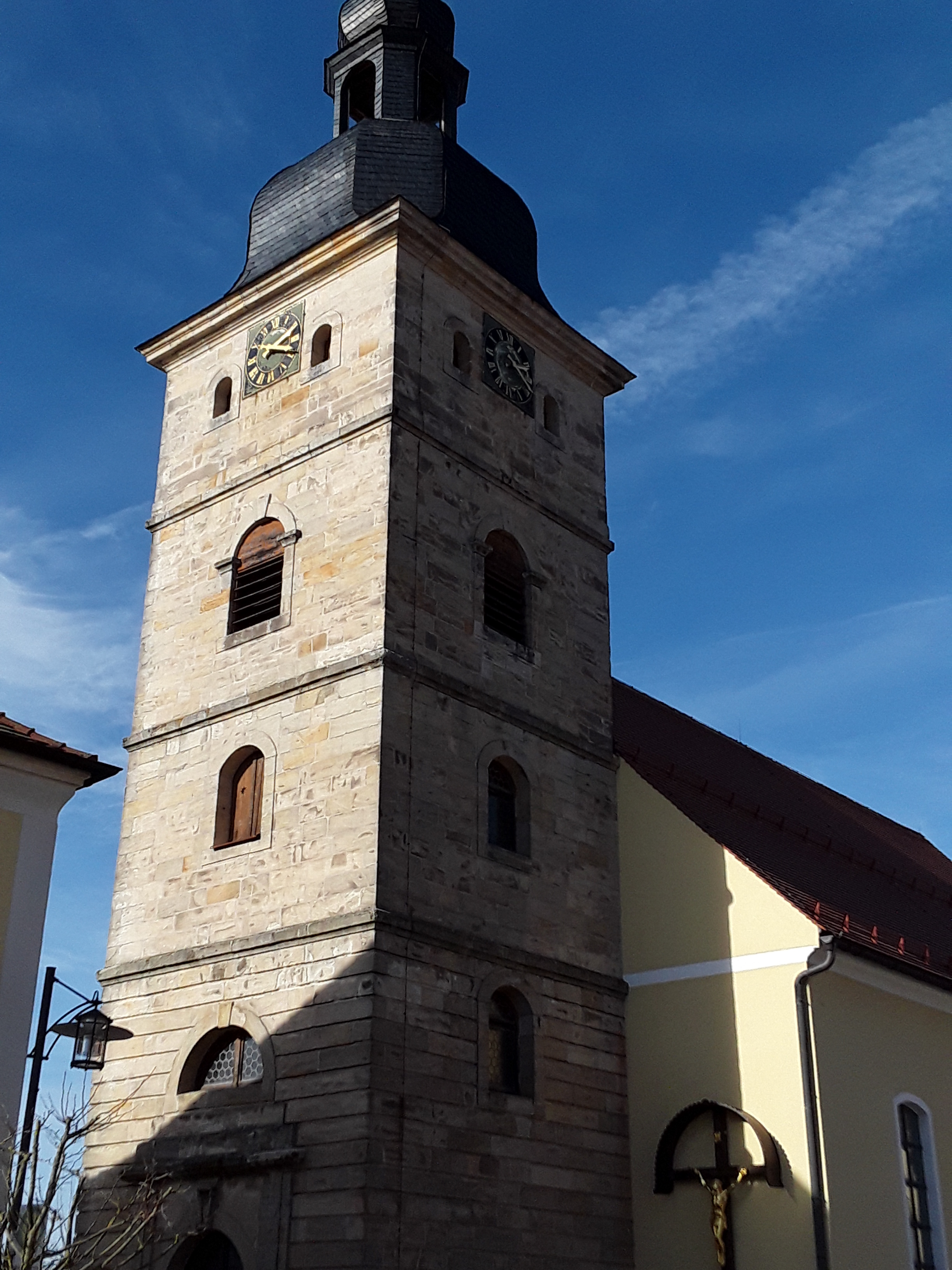
Ansicht der Kirche

Die Pfarr- und Wallfahrtskirche St. Johannes Nepomuk ist eine römisch-katholische Kirche in Waldeck, einem Ortsteil der Stadt Kemnath in der nördlichen Oberpfalz. Sie befindet sich im Ortszentrum von Waldeck am Unteren Markt und wurde in den Jahren 1730 und 1731 als Kapelle erbaut; sie steht heute unter Denkmalschutz.

## Geschichte
Im Jahr 1730 wurde durch den Freiherrn Ignatz Anton von Otten, den Landrichter in Kemnath und Reichstagsdirektor in Regensburg, in Waldeck eine Kapelle zu Ehren der Heiligen Johannes Nepomuk erbaut. Er erfüllte somit den letzten Wunsch seiner schwer kranken Frau Euphrasia. Am 4. Juli 1731 wurde die Kapelle durch Pfarrer Thomas Krempel eingeweiht. Aufgrund einer steigenden Anzahl an Wallfahrern beabsichtigte der Freiherr von Otten die kleine Kapelle zu einer Kirche auszubauen. Aus diesem Grund erwirkte er 1734 einen Ablass für die Teilnehmer des Patroziniumsfestes. Am 11. Mai 1735 wurde das Wallfahrtskirchlein durch Weihbischof Gottfried Langwerth von Simmern im Beisein der Patres des Franziskanerklosters in Kemnath geweiht.
Der Freiherr Ignatz Anton von Otten konnte den Ausbau selbst nicht mehr durchführen, er verstarb am 21. August 1737 in Regensburg. Stattdessen führte sein Sohn Philipp Carl Erwin von Otten, Landrichter in Kemnath, das Vorhaben seines Vaters fort. Bereits 1738 traf er erste Vorbereitungen für die Erweiterung, die vollständige Einrichtung der Kirche konnte aber erst 1749 abgeschlossen werden. Gegenüber ließ er ein Priesterhaus mit einer Wohnung für einen Kirchendiener errichten. Um die Wallfahrten zu der neuen Kirche zu fördern, gründete er 1750 mit Zustimmung des Bischöflichen Ordinariats eine Johann-Nepomuk-Bruderschaft. Seit 1794 ist sie Pfarrkirche von Waldeck.

## Innenausstattung
Der Hochaltar gleicht in seiner Gestaltung sehr einem Akanthusaltar. Zwei vergoldete Ranken umrahmen eine lebensgroße Statue des Kirchenpatrons Johannes Nepomuk mit Kreuz, Märtyrerpalme und Kranz, daneben die zwei Figuren der Apostelfürsten Simon Petrus mit Bibel und Himmelsschlüssel und Paulus von Tarsus mit Bibel und Schwert.
Der rechte Seitenaltar zeigt auf einem Ölgemälde als Altarbild die Heilige Anna mit ihrer Tochter Maria, darüber befindet sich ein Bild des Heiligen Francisco de Xavier. An den Seiten stehen die Figuren des heiligen Bischof Augustinus und dessen Mutter, der Heiligen Monika. Das Thema des linken Seitenaltars ist das Leiden Christi. Anstelle eines Tabernakels befindet sich in einem Glasschrein die Figur des Heilandes an der Geiselsäule, die im 18. Jahrhundert sehr verehrt wurde. Das Hauptmotiv des Altars ist die Kreuzigungsszene. Der gekreuzigte Jesus in der Mitte, darunter die kniende Veronika mit dem Schweißtuch, an den beiden Seiten die Gottesmutter Maria mit dem Schwert und der Apostel Johannes.
Die Deckengemälde der Kirche wurde vom Regensburger Maler Otto Gebhard gefertigt. Im Gemälde an der Decke des Chorraumes ist die Verherrlichung des Märtyrers dargestellt. Im dreifach gegliederten Hauptgemälde an der Decke des Kirchenschiffes nimmt Johannes Nepomuk den Schuldspruch des Königs Wenzel entgegen. Die vier Medaillons in den Ecken zeigen den predigenden Johannes Nepomuk, die Beichte der Königin, die Marter mit brennenden Fackeln und die Auffindung seines Leichnams in der Moldau. Die Fresken sind von Stuckornamenten eingerahmt, die wahrscheinlich von Andreas Gebhard, einem Bruder Otto Gebhards, geschaffen wurden.